# Wilhelm Wattenbach
Wilhelm Wattenbach (Ranzau (Holstein), 1819. szeptember 22. – Frankfurt am Main, 1897. szeptember 20.) német történetíró.

## Életpályája
Bonnban, Göttingenben és Berlinben végezte tanulmányait, azután (1843) munkatársa lett a Monumenta Germaniae c. kútfőgyűjteménynek. 1851-ben mint magántanár habilitálta magát a boroszlói egyetemen, 1855-ben levéltáros lett Boroszlóban, mignem 1862-ben a Heidelbergi Egyetemhez hívták. 1872-től Berlinben működött mint egyetemi tanár és egyúttal (1888-ig) mint a Monumenta-vállalat egyik vezetője. Nagyobb művein kívül írt számos apróbb munkát és kisebb értekezést, melyek nagyobbrészt a bécsi és berlini akadémia értekezései között jelentek meg. Ezen értekezések közül több hazánk legrégibb történetével foglalkozik, mint: az Über die Legende von den heiligen vier Gekrönten (Passio Sanctorum IV. Coronatarum) című értekezése (megjelent a berlini akadémia értekezései között 1896-ban). Ő találta meg továbbá az admonti kolostorban Szent István királyunk törvényeinek majdnem teljes szövegét az Admonti kódexben, melyet azután Endlicher adott ki. Egyébiránt nem volt barátja a magyar államnak, amint ezt mint a Deutscher Schulverein alapítója és utóbb elnöke, nemkülönben a Die Siebenbürger Sachsen című művében (Heidelberg, 1870) is megmutatta. Hazájában a haladó pártnak volt híve a politikában. Virchowval együtt a Sammlung allgemein verständlicher Vorträge c. közhasználatú füzetes vállalatot szerkesztette. Elhunyt Frankfurt am Main közelében, a vasúton.

## Jelentősebb munkái
- Beiträge zur Geschiche der christlichen Kirche in Böhmen u. Mähren (Bécs, 1849)
- Deutschlands Geschichtsquellen im Mittelalter bis zur Mitte des XIII. Jahrhunderts (2 köt., 1. kiad. Berlin 1858, 6. kiad. 1893, egyike a legfontosabb segédmunkáknak)
- Anleitung zur griechischen Paläographie (4. kiad. uo. 3. kiad. 1895)
- Anleitung zur lateinischen Paläographie (4. kiad. Lipcse, 1886)
- Eine Ferienreise nach Spanien und Portugalien (Berlin, 1869)
- Peter Luder (Karlsruhe, 1869)
- Das Schriftwesen im Mittelalter (3. kiad. Lipcse, 1896)
- Geschichte des römischen Papsttums (felolvasásai, melyeket a berlini hadi iskolában tartott, Berlin, 1876)
- Über die Inquisition gegen die Waldenser in Pommern (uo. 1886)
- Schrifttafeln zur Geschichte der griechischen Schrift (2. kiad. uo. 1883)